# Steenbrugge (Brugge)
Steenbrugge is een wijk in het zuiden van Assebroek, een deelgemeente van de Belgische stad Brugge. Het zuidelijk gedeelte van Steenbrugge, dat wel nog behoort tot de agglomeratie van Brugge, ligt echter op grondgebied van de gemeente Oostkamp. In het noorden grenst Steenbrugge aan de wijk Sint-Katarina, in het noordoosten aan de wijk Maria Assumpta en in het westen aan het kanaal Gent-Brugge en Sint-Michiels.

## Etymologie
Steenbrugge werd in de vroegste documenten vermeld als Odegem, wat "heem van het geluk" of "huis van Audo" zou betekenen. De oudste vermelding is Otinghem in 1038. In 1275 wordt de naam Steenbrugge voor het eerst genoemd, maar pas omstreeks 1800 raakte de naam Odegem volledig in vergetelheid. Steenbrugge herinnert aan de cleene Steenbrugghe over het Sint-Trudoledeke en aan de groote Steene brugghe over de Reie, een waterloop die later deels tot het Kanaal Gent-Brugge is vergraven. Deze bruggen werden reeds in de 13e eeuw vermeld.

## Geschiedenis
Tijdens de voorgeschiedenis was de omgeving van Steenbrugge al bewoond. Er zijn sedert 1890, bij de aanleg van een schietstand, allerlei voorwerpen uit de Late Steentijd gevonden, zoals vuurstenen voorwerpen, priemen, beenderresten, bijlen enzovoorts.
Steenbrugge is eigenlijk een parochie die op het grondgebied van de voormalige gemeenten Assebroek en Sint-Michiels, en de gemeente Oostkamp lag. De nederzetting werd gestimuleerd door de overbrenging in 1149 van de vrouwelijke leden van de Eekhoutabdij vanuit Brugge naar deze plaats, waar ze het Sint-Trudoklooster stichtten. In 1566 moesten de zusters vluchten voor de met de reformatie samenhangende troebelen. Ze kwamen weliswaar terug, maar moesten in 1572 opnieuw vluchten en werden later gedwongen hun bezittingen te verkopen. In 1579 werd het klooster geplunderd door de Gentenaars en in 1580 werd het gebrandschat door de troepen van Jaak Casteleyns. De zusters gingen in Brugge in een nieuw klooster wonen, maar bezaten nog een hoeve te Steenbrugge, die in 1803 echter werd verkocht om in het levensonderhoud der zusters te voorzien. Deze Sint-Trudohoeve bestaat nog steeds.
In 1875 kocht pastoor Filip Pollet een stuk grond in Steenbrugge en stichtte daarop een kerk en een school. Hij wilde een parochie oprichten, maar dat wilde het bisdom niet. Wel kwamen er zusters en in 1879 ook paters, die uiteindelijk de Sint-Pietersabdij zouden gaan vormen. Hoewel geen parochiekerk, woonde de bevolking van Steenbrugge de mis bij in de kloosterkerk en gingen de kinderen hier naar school.
Pas in 1955 werd Steenbrugge, dat toen al tot de agglomeratie van Brugge behoorde, weer een eigen parochie, die bediend werd door de monniken van de abdij. Deze Parochie van het Heilig Hart en Sint-Philippus werd de jongste parochie van Assebroek. De parochiekerk was de abdijkerk van de Sint-Pietersabdij. De monniken stichtten ook een heemkundige kring, zangkoor en toneelkring.
Van 1863 tot 1970 bestond er ook een station Steenbrugge langs de spoorlijn 58 (Brugge - Eeklo - Gent). Deze spoorlijn is nu een toeristisch wandelpad dat langs diverse abdijen voert.
Tussen 1962 en 1965 werd aan de zuidoostelijke rand van Steenbrugge het AZ Sint-Lucas gebouwd, vandaag na het AZ Sint-Jan het grootste ziekenhuis in Brugge.

## Bezienswaardigheden
- De Sint-Pietersabdij, een oorspronkelijk neogotisch bouwwerk uit 1879, met bijbehorende kerk van het Heilig Hart en Sint-Philippus, die ook als parochiekerk wordt gebruikt.
- De Sint-Trudohoeve, een hoeve die vroeger bezit was van de Sint-Trudoabdij
- Het kasteel Kevergem, gelegen nabij het Kanaal Gent-Brugge op het grondgebied van Oostkamp.
- De kinderboerderij De Zeven Torentjes, een voormalig middeleeuws leenhof uit de 14de eeuw, met gerestaureerde duiventoren en een gotische schuur, thans gebruikt voor culturele doeleinden.

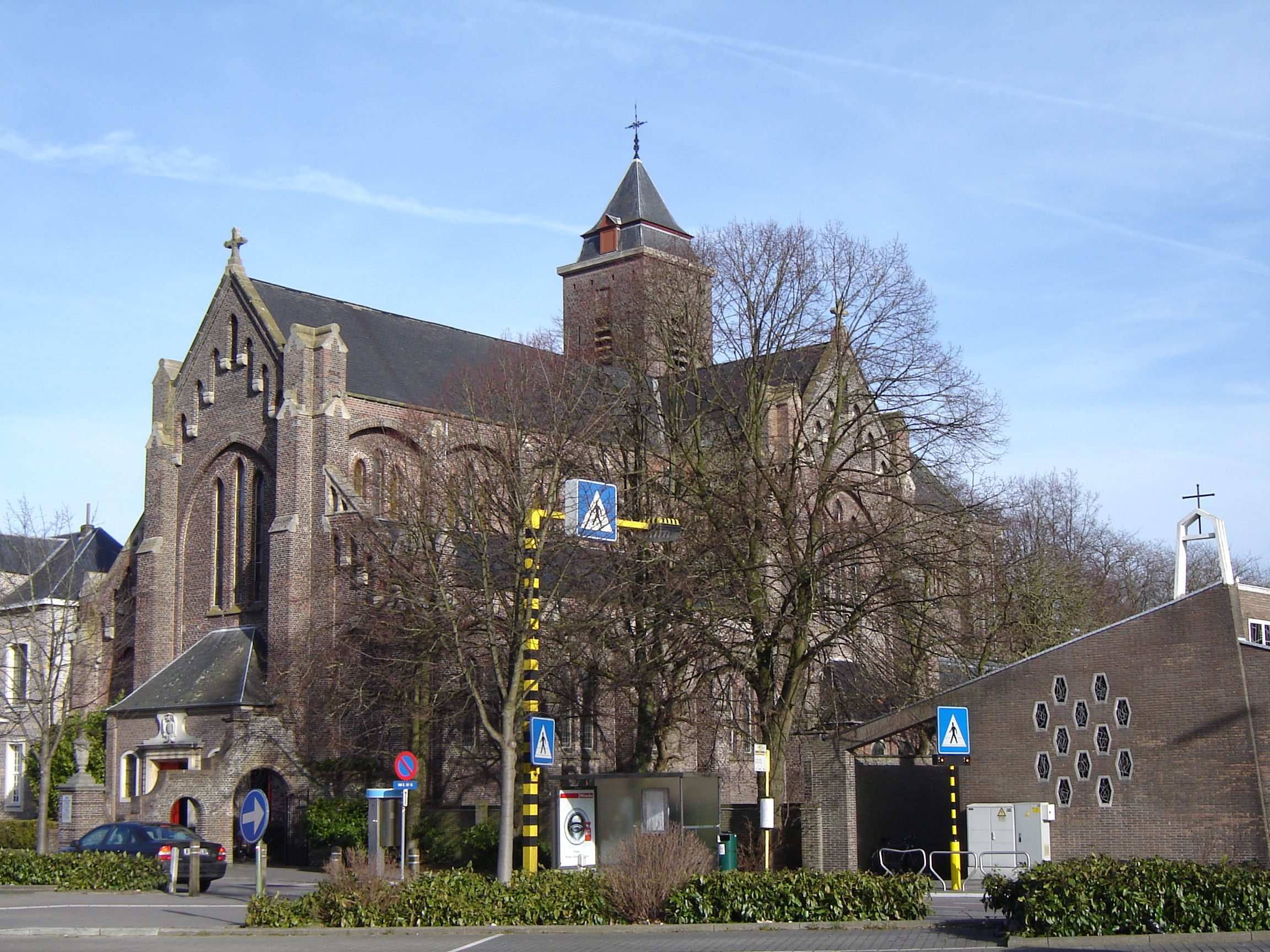
Heilig-Hart-en-Sint-Philippuskerk
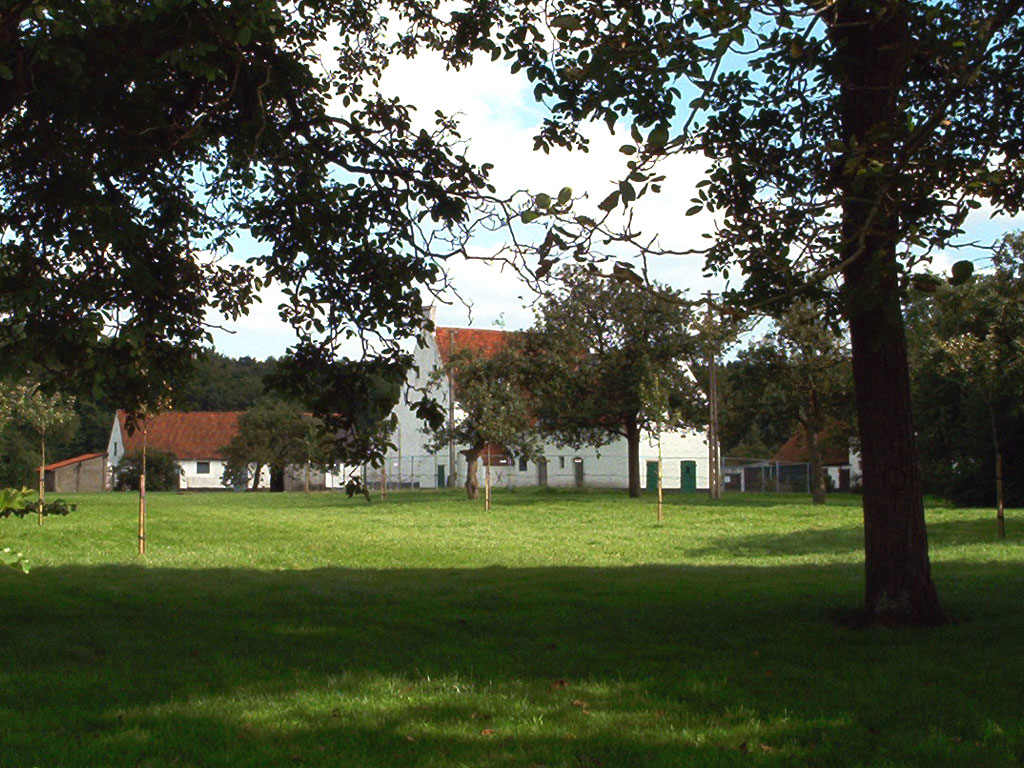
Abdijhoeve Sint-Trudo
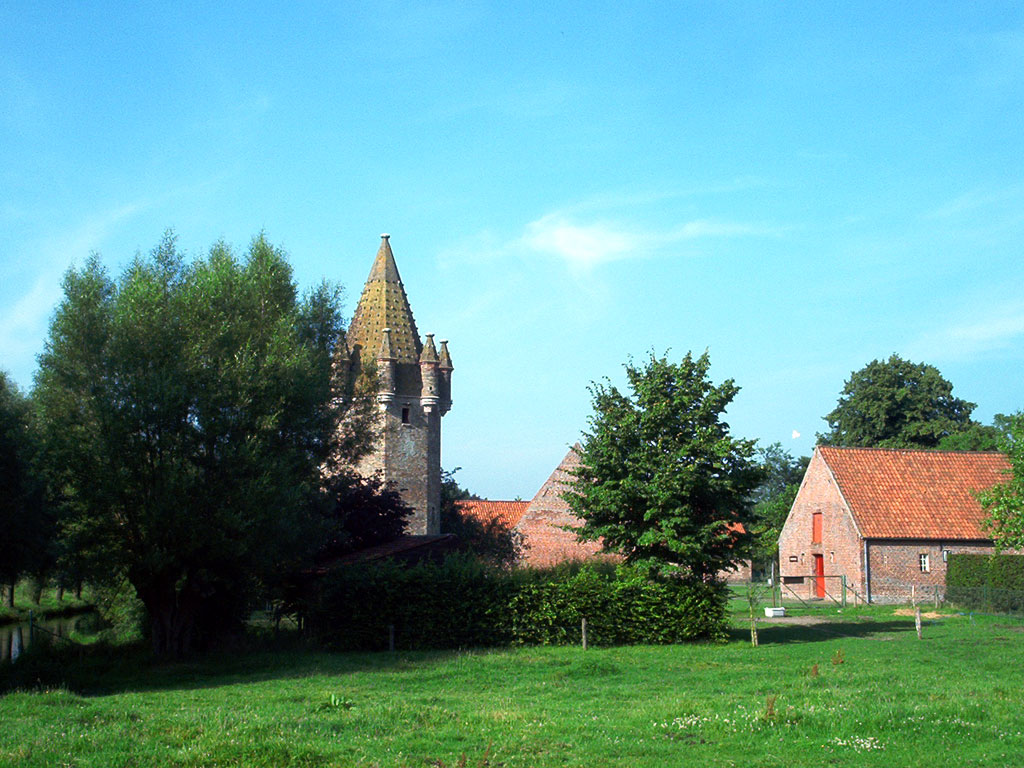
Domein De Zeven Torentjes

## Verkeer en vervoer
De belangrijkste verkeersas doorheen Steenbrugge is de N50 (Baron Ruzettelaan), die door het uiterste westen van de wijk loopt.
Lijn 2 van de Brugse stadsbussen bedient Steenbrugge, alsook voorstadslijn 20 en streeklijn 21.
Tussen 1863 en 1967 liep de spoorlijn 58 Brugge-Eeklo doorheen Assebroek en lag in Steenbrugge aan het kanaal Gent-Brugge het station Steenbrugge.
Deelgemeenten: Assebroek · Dudzele · Koolkerke · Lissewege · Sint-Andries · Sint-Kruis · Sint-Michiels

Zie ook: lijst van wijken en kernen in Brugge

Belgische gemeenten · Arrondissement Brugge · West-Vlaanderen · Vlaanderen